# Krasny Bor (Kaliningrad, Osjorsk)
Krasny Bor (russisch Красный Бор, deutsch Kellmienen, 1938–1945 Kellmen) ist ein Ort in der russischen Oblast Kaliningrad. Er gehört zur kommunalen Selbstverwaltungseinheit Munizipalkreis Osjorsk im Rajon Osjorsk. Gemäß der letzten Volkszählung von 2010 ist der Ort verlassen.

## Lage
Krasny Bor liegt neun Kilometer östlich der Rajonstadt Osjorsk (Darkehmen/Angerapp) und ist von Porchowskoje (Kermuschienen/Fritzenau) aus an der Kommunalstraße 27K-177 von Osjorsk über eine kleine Landstraße zu erreichen, die nach Ossipenko (Adlig Pogrimmen/Grimmen) und Pskowskoje ((Königlich) Pogrimmen/Grimmen) führt. Ein Bahnanschluss besteht nicht.

## Geschichte
Kellmienen wurde 1701 in den Kirchenrechnungen des Kirchspiels Kleszowen (1936–1938 Kleschowen, 1938–1946 Kleschauen, seit 1946: Kutusowo) erstmals urkundlich erwähnt. Damals wurde es als Vorwerk benannt. Die Große Pest in Preußen ließ Kellmienen veröden. 
Der kleine Ort am Ostrand des les Oserezki (deutsch Pogrimmer Wald/Grimmer Wald) war ein Ortsteil des Gutsbezirks Adlig Pogrimmen, das 1928 in der Landgemeinde Pogrimmen (1938–1946 Grimmen) aufging. Es gehörte bis 1945 zum Amtsbezirk Wilhelmsberg (heute russisch: Jablonowka) im Landkreis Darkehmen (1938–1946 Angerapp) im Regierungsbezirk Gumbinnen der preußischen Provinz Ostpreußen. Am 3. Juni 1938 (mit amtlicher Bestätigung vom 16. Juli 1938) wurde der Ort in „Kellmen“ umbenannt.
Im Januar 1945 wurde der Ort von der Roten Armee besetzt. Die neue Polnische Provisorische Regierung ging zunächst davon aus, dass er mit dem gesamten Kreis Darkehmen (Angerapp) unter ihre Verwaltung fallen würde. Im Potsdamer Abkommen (Artikel VI) von August 1945 wurde die neue sowjetisch-polnische Grenze aber unabhängig von den alten Kreisgrenzen anvisiert, wodurch er unter sowjetische Verwaltung kam. Die polnische Umbenennung des Ortes in Kielminy im Februar 1949 wurde (vermutlich) nicht mehr wirksam. Im Juli 1950 erhielt er den russischen Namen Krasny Bor und wurde dem Dorfsowjet Bagrationowski selski Sowet in Rajon Osjorsk zugeordnet. Von 2008 bis 2014 gehörte Krasny Bor zur Landgemeinde Gawrilowskoje selskoje posselenije, von 2015 bis 2020 zum Stadtkreis Osjorsk und seither zum Munizipalkreis Osjorsk.
Hatte das Dorf den Zweiten Weltkrieg noch einigermaßen gut überstanden, so begann in den 1990er Jahren der Zerfall der Gebäude.

## Kirche
Bis 1945 war Kellmienen bzw. Kellmen mit seiner meistenteils evangelischen Bevölkerung in das Kirchspiel Wilhelmsberg (seit 1946: Jablonowka) eingepfarrt. Es gehörte zum Kirchenkreis Darkehmen (1938–1946 Angerapp) innerhalb der Kirchenprovinz Ostpreußen der Kirche der Altpreußischen Union. Letzter deutscher Geistlicher war Pfarrer Johannes Schenk.
Während der Zeit der Sowjetunion waren alle kirchlichen Aktivitäten untersagt. Erst in den 1990er Jahren bildete sich in dem früher auch zum Kirchspiel Wilhelmsberg gehörenden Ort Kadymka (Eszerningken/Escherningken, 1938–1946 Eschingen) wieder eine evangelische Gemeinde, die in die Propstei Kaliningrad in der Evangelisch-Lutherischen Kirche Europäisches Russland (ELKER) integriert ist. Sie gehört zur Kirchenregion (Pfarrsprengel) der Salzburger Kirche in Gussew (Gumbinnen).

## Schule
In Kellmienen gab es 1764 eine erste Schule. In ihr unterrichtete man bis 1945 die Kinder aus Kellmienen, Adlig/Königlich Pogrimmen (1938–1946 Grimmen, russisch: Pskowskoje) und Brindlacken (1938–1946 Kleinfritzenau, russisch: Prudnoje).